# Leandro Machado (piłkarz)
Leandro, właśc. Leandro Machado (ur. 22 marca 1976 w Santo Amaro da Imperatriz w stanie Santa Catarina) – brazylijski piłkarz występujący na pozycji napastnika.

## Kariera piłkarska

### Kariera klubowa
Jest wychowankiem klubu SC Internacional, w którym rozpoczął karierę piłkarską. Tam też zauważyli go skauci z Europy. Jako 20-latek zadebiutował w Valencii. Często zmieniał kluby. W jego karierze zawodowej są występy w takich znanych klubach jak Sporting CP, CD Tenerife, CR Flamengo, CD Santa Clara, Dynamo Kijów, Querétaro FC, Santos FC, Club Olimpia. Jest pierwszym brazylijskim piłkarzem, który grał w Dynamie Kijów. Występował też w K-League w składzie południowokoreańskim Ulsan Hyundai. W 2008 zakończył karierę piłkarską w barwach klubu Sport Recife.

### Kariera reprezentacyjna
Leandro rozegrał 2 mecze i strzelił 1 gola w reprezentacji Brazylii.

### Sukcesy
- Mistrz stanu Rio Grande do Sul (2x): 1994, 1995
- Mistrz stanu Rio de Janeiro (3x): 1999, 2000, 2001
- Mistrz Ukrainy (1x): 2002/03
- Mistrz Brazylii (1x): 2004
- Mistrz Korei Południowej (1x): 2005
- Mistrz stanu Pernambucano (1x): 2008
- zdobywca Pucharu Brazylii (1x): 2008